# Polhems mechanisches Alphabet
Polhems mechanisches Alphabet ist eine Sammlung von ursprünglich 80 oder mehr Holzmodellen, die der Erfinder Christopher Polhem hergestellt hatte, um Lehrlingen oder Jungingenieuren unterschiedliche Bewegungsabläufe demonstrieren zu können. Polhem stellte diese Stücke zusammen, um sie als Lehrmittel im „Laboratorium Mechanicum“ zu verwenden, das er am 26. Oktober 1696 auf Kungsholmen in Stockholm gegründet hatte. Dieses Laboratorium war ein Vorläufer der Kungliga tekniska högskolan in Stockholm.

## Beschreibung
Einige der Holzmodelle wirkten eher wie Kuriositäten und blieben ohne Bedeutung für die Technik. Der überwiegende Teil der Sammlung diente jedoch zur Veranschaulichung der damals bekannten mechanischen Bewegungsabläufe oder sie waren vereinfachte Nachbildungen von bestehenden Maschinen und Maschinenteilen. Bereits seit der Gründung bildete das mechanische Alphabet den Rahmen des mechanischen Unterrichts, der zunächst im Laboratorium Mechanicum stattfand und später in der mechanischen Schule und im Technologischen Institut fortgesetzt wurde. Viele der Modelle des Laboratoriums kamen später in die sogenannte Königliche Modellkammer, ein Teil gelangte in das Stora Kopparberg Bergslags Museum in Falun, und andere Stücke kamen in die Sammlung der technischen Hochschule zu Stockholm. Da die Modelle im Laufe der Zeit teilweise durch die vielen Umzüge und auch durch einen Brand beschädigt wurden, wurden einige Stücke am Technologischen Institut restauriert oder neu angefertigt.
Im Jahr 2018 wurden Teile des mechanischen Alphabets vom Tekniska museet in 3D digitalisiert.

Eine Zahnstange erzeugt eine Drehbewegung des Rads
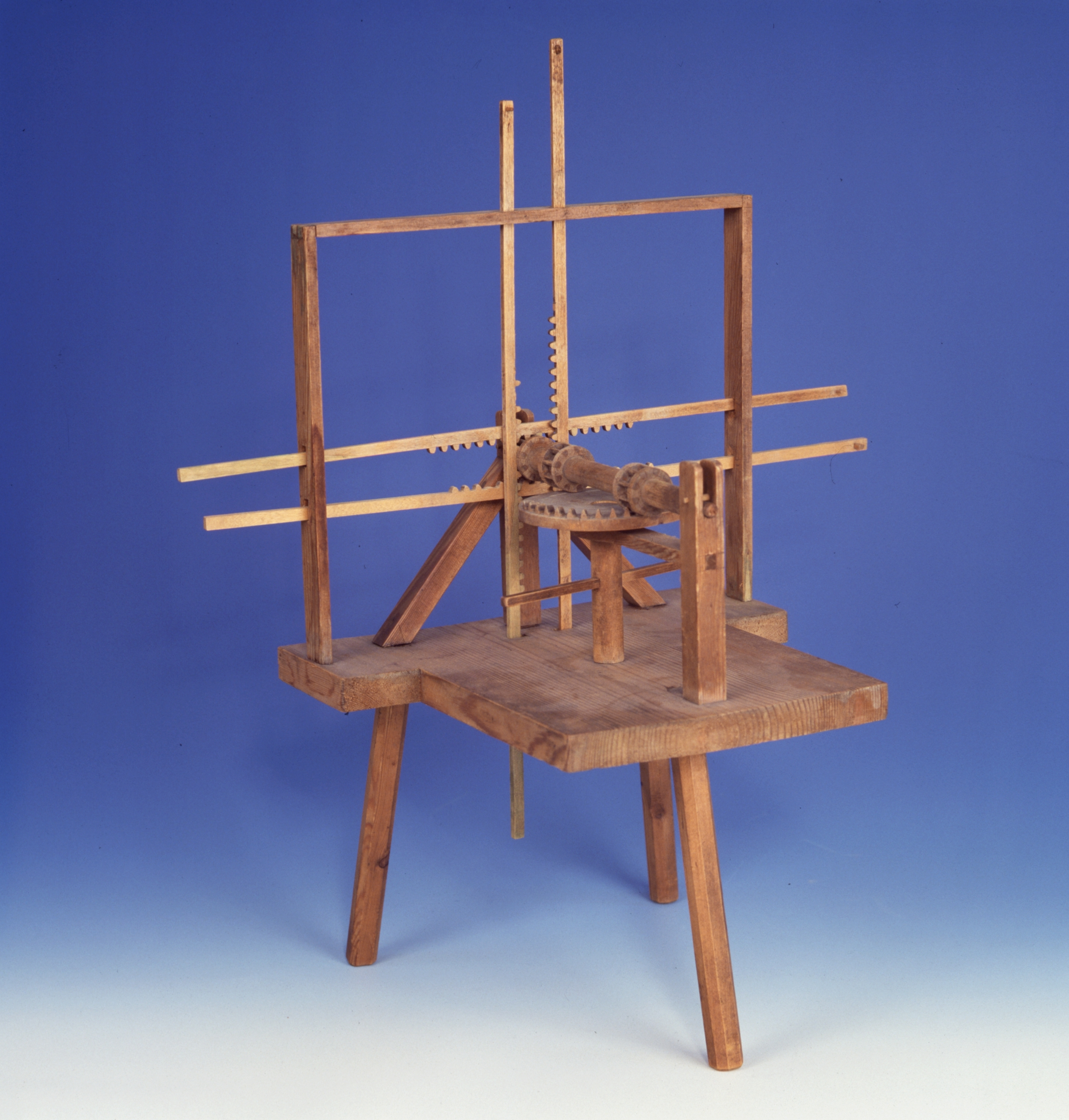
Die drehende Welle erzeugt eine hin- und hergehende Bewegung der Zahnstangen

In einem Verzeichnis aus dem Jahr 1779, das der damalige Vorsteher der Königlichen Modellkammer Jonas Norberg (1711–1783) herausgegebenen hatte, waren rund 55 Maschinen und Modelle dort vorhanden, die Polhem selbst hergestellt hatte. Unter diesen Modellen wurde eine Windmühle erwähnt, die in der Lage war, den Wind des Sturmes so umzusetzen, dass sie sich nicht schneller drehte, sondern in effektivere Kraftumsetzung wandelte, je stärker der Wind blies. Ein solches Modell der Windmühle ging nach Leipzig und ein weiteres kam in den Harz.

## Rezeption
- Die schwedische Schriftstellerin Kerstin Ekman schrieb in ihrem Roman Stadt aus Licht (schwedisch En stad av ljus) 1983 von einem Besuch im Technischen Museum in Stockholm, bei dem die Protagonistin Ann-Marie gemeinsam mit ihrem Vater das mechanische Alphabet Polhems ansehen durfte.[4]
- Der schwedische Kinderbuchautor Sven Nordqvist lässt den Erfinder Christopher Polhem in der Weihnachtsgeschichte Morgen, Findus, wird’s was geben dem Protagonisten Pettersson im Traum erscheinen und dieser zeichnet nach dem mechanischen Alphabet einige Skizzen, die ihm helfen, eine Weihnachtsmannmaschine zu bauen.[5]